# Kevin Weeda

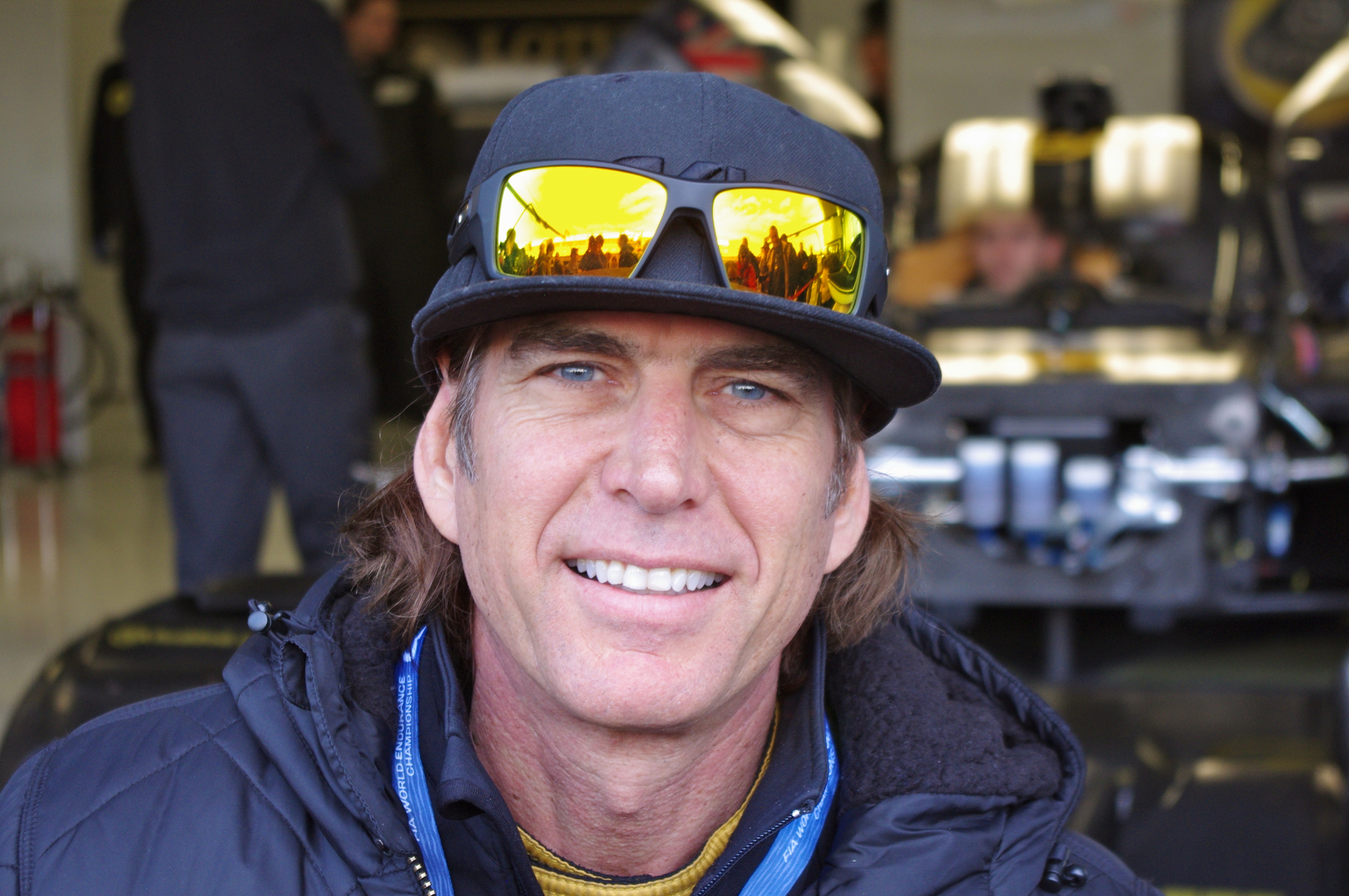
Kevin Weeda bei der Autogrammstunde zum 6-Stunden-Rennen von Silverstone 2013

Kevin Dean Weeda (* 5. September 1968 in Newport Beach) ist ein ehemaliger US-amerikanischer Automobilrennfahrer.

## Karriere im Motorsport
Kevin Weeda war in den späten 1980er-Jahren in den USA als Motorrad-Rennfahrer aktiv. Nach einem Jahr in der Barber Dodge Pro Series 1990 bestritt er ein Jahrzehnt lang keine Rennen. Zwischen 2001 und 2006 fuhr er ausschließlich Kartrennen. Als passionierter Ferrari-Fahrer mit guten Kontakten zur Rennabteilung durfte er viele Jahre lang als Ferrari Corse Client ehemalige Ferrari-Formel-1-Einsatzfahrzeuge testen.
2012 und 2013  war er zwei Jahre als Fahrer beim Team Kolles in der FIA-Langstrecken-Weltmeisterschaft aktiv. Die beste Platzierung war der neunte Rang beim 6-Stunden-Rennen von Bahrain 2012. Partner im Lola B12/80 waren Vitantonio Liuzzi und James Rossiter. 2013 ging er für Kolles beim 24-Stunden-Rennen von Le Mans ins Rennen, fiel nach einem Motorschaden am Lotus T128 aber vorzeitig aus.

## Statistik

### Le-Mans-Ergebnisse
| Jahr | Team  | Fahrzeug   | Teamkollege        | Teamkollege    | Platzierung | Ausfallgrund |
| ---- | ----- | ---------- | ------------------ | -------------- | ----------- | ------------ |
| 2013 | Lotus | Lotus T128 | Christophe Bouchut | James Rossiter | Ausfall     | Motorschaden |